# Commissaire européen à la Pêche et aux Océans

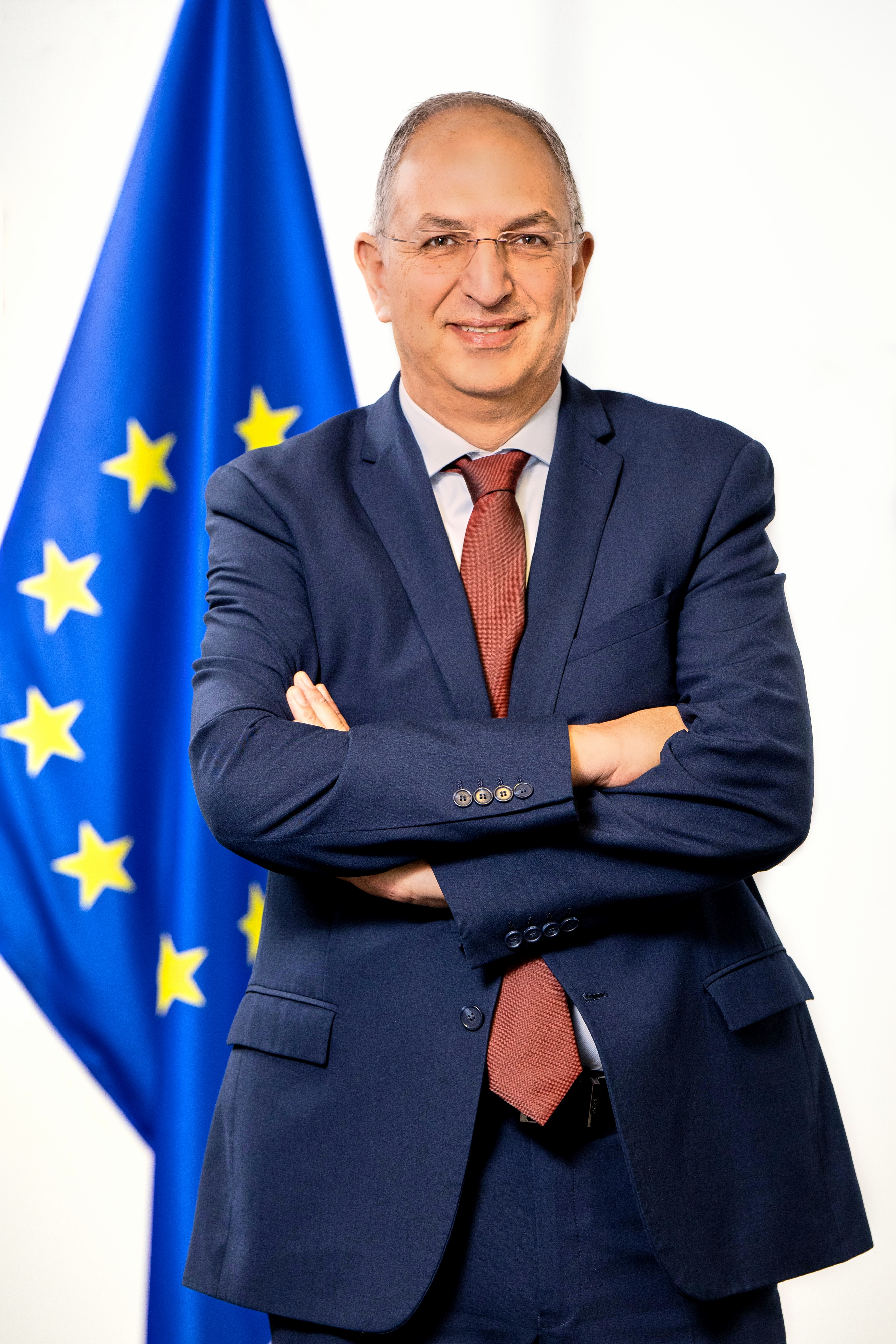
Kóstas Kadís, actuel commissaire.

Le commissaire européen à la Pêche et aux Océans est un membre de la Commission européenne. Le commissaire actuel est Kóstas Kadís.
Le portefeuille s'occupe de questions telles que la politique commune de la pêche, qui est essentiellement une compétence de l'Union européenne plutôt que de ses membres. L'Union a 66 000 kilomètres de côtes et la plus grande zone économique exclusive dans le monde, couvrant 25 millions de kilomètres carrés.

## Liste des commissaires
|   | Nom                    | Pays     | Période     | Commission                  |
| - | ---------------------- | -------- | ----------- | --------------------------- |
| 1 | Franz Fischler         | Autriche | 1999–2004   | Commission Prodi            |
| 2 | Sandra Kalniete        | Lettonie | 2004        | Commission Prodi            |
| 3 | Joe Borg               | Malte    | 2004–2010   | Commission Barroso I        |
| 4 | Maria Damanaki         | Grèce    | 2010-2014   | Commission Barroso II       |
| 4 | Karmenu Vella          | Malte    | 2014-2019   | Commission Juncker          |
| 5 | Virginijus Sinkevičius | Lituanie | 2019-2024   | Commission von der Leyen I  |
| 6 | Kóstas Kadís           | Chypre   | Depuis 2024 | Commission von der Leyen II |